# Анамнезис
Вижте пояснителната страница за други значения на Анамнезис.
Анамнезисът (на древногръцки: ἀνάμνησις) или Учението за припомнянето (теорията за припомнянето) е философско учение на Платон по епистемология (теория на познанието).

## Същност
Платон счита, че истинското познание е това на идеите, което се осъществява от разума, т.е. от разумната част на душата. То се различава значително от чувственото и интелектуалното знание (умозаключение, мисъл).
Платоновото учение за припомнянето указва, че основната цел на познанието е да си припомни онова което е съзерцавала душата в света на идеите, преди да се спусне в тленния свят и да се въплати в човешкото тяло. Според Платон, материалното, т.е. предметите, служат за възбуждането/припомнянето на спомените на душата.

## Доказване чрез примери
В диалога „Менон“ Платон доказва верността на учението си, припомняйки примера от разговора на Сократ и един юноша. Момчето никога не е учило математика и няма образование. Сократ се съмнява, че младият човек ще успее да формулира теоремата на Питагор, но практиката го опровергава, от което Платон заключава, че душата на всеки преди е пребивавала в царството или света на идеите, както и че, идеята предшества материята.